# Rebelión del Plan de Hernández
La Rebelión del Plan de Hernández fue un conflicto armado encabezado por una fracción que pugnaba por la expulsión de todos los españoles en México y despojarlos de sus empleos pues creían estos que los peninsulares eran un elemento adverso a la Independencia de México. Este movimiento y otros si bien fueron derrotados, con el tiempo y con motivo de los Intentos de Reconquista en México, finalmente se decretó la expulsión española. 

## Rebelión de Hernández
No habiendo transcurrido un mes luego de la pacificación de la Rebelión de Puebla, un teniente coronel según Lucas Alamán y brigadier según Carlos María de Bustamante de apellido Hernández se levantó a la cabeza de una nueva rebelión en Cuernavaca con base en un plan que buscaba despojar a los españoles de sus empleos y expulsarlos del territorio. Con motivo de sofocar esta intentona se envió al general Vicente Guerrero para que marchara al Sur, donde su presencia bastó para tranquilizar aquellos pueblos.

## Rebelión de Lobato
A pesar de esto, la proclama fue tan popular que varios jefes se levantaron con esta causa, hallándose este hecho lejos de la paz. Esta vez, la Ciudad de México viviría de nueva cuenta un nuevo escándalo, ya que antes de que concluyese el mes de enero de 1824 el general José María Lobato ya anteriormente denunciado como conspirador emprendió una revuelta. Lobato reunió a la gran parte de la tropa que guarnecía la ciudad haciéndose fuerte en el Convento de las Betlemitas.  
Al conocerse este movimiento, rápidamente se reunió el Congreso, a cuyo local acudió el ejecutivo para exponer la angustiosa situación en que se hallaban por no contar el gobierno con más fuerza para su defensa que la del Batallón n.º 7 y la guardia nacional comandada por Pablo Obregón, novata y poco numerosa. 
Es en ese instante que el general Antonio López de Santa Anna que aún permanecía siendo procesado en la capital, quizá para distinguirse o para sanar sus penas de su Expedición a San Luis Potosí se presentó ante el Congreso y se ofreció como mediador. Sin embargo, el Congreso, dándole únicamente las gracias, en vez de prestarse a escuchar proposición alguna de los rebeldes mientras no hubiesen dejado las armas, por decreto del día 24, expedido a las 2 a. m., mandó a que todos los oficiales del ejército que no hubiesen tomado parte en la rebelión se presentasen a la defensa de la patria, declarando traidores y fuera de la ley a todos los que no compareciesen dentro del término que el poder ejecutivo señalase. 
A las 11 a. m. se intimó al general Lobato que si dentro de una hora no se ponía a las órdenes del gobierno con la fuerza que comandaba se le declararía traidor y se circularía esta declaratoria. Estas acciones del gobierno y las actitudes de Nicolás Bravo y Vicente Guerrero que pronto arribaron a la capital con sus fuerzas, produjeron un rotundo éxito que animó a las fuerzas de Lobato que habían secundado el Plan de Hernández a desertar y deponer las armas.

## Rebelión de Stavoli
A diferencia de Lobato, el teniente coronel José Stavoli permaneció en armas, por lo que fue necesario reducirlo por la fuerza, luego de lo cual fue condenado a la pena de muerte que finalmente fue conmutada en destierro a petición del Poder Ejecutivo. Stavoli regresaría pocos años después a participar en la batalla de Tampico y luego en la Independencia de Texas.

## Rebelión de Antonio de León
En medio de la paz recobrada con las derrotas de Hernández, Lobato y Stavoli, el coronel Antonio de León y su hermano Manuel, en Oaxaca, resucitaron el proyecto que Lobato había proclamado en la Ciudad de México de despojar a los españoles de sus empleos. Sin embargo, seguido de esta proclama existieron acciones de hecho como la del asesinato del receptor de alcabalas de Huajuapan de León Cayetano Machado, que al retirarse con su familia a la misma ciudad de Oaxaca, en el camino fue asaltado por el sargento Trinidad Reina, mismo que le mató de una manera cruel.
El movimiento antiespañol apareció de manera tan alarmante, que se envió al general Guadalupe Victoria, miembro del poder ejecutivo. Con esto terminó el movimiento, y como el asesinato de Machado había producido una indignación general, Victoria ordenó se enjuiciara a los asesinos. Formada la causa en la comandancia general de Puebla, el sargento Reina declaró haber procedido de orden de Guadalupe Lamadrid, que había levantado una compañía llamada "Los asesinos". Lamadrid por su parte, acusó a los hermanos León de no solo haberle mandado cometer tal crimen, sino de haber prevenido también a los alcaldes de los pueblos indígenas de hacer lo mismo con todos los españoles que transitasen. Lamadrid y Reina entonces fueron condenados a la pena de muerte, misma que cumplieron en Puebla, pero Antonio de León, preso y procesado en la comandancia general de México, logró vindicarse, cosa que no pudo hacer Manuel, que no pudo quitarse los cargos a los que fue acusado pero que consiguió el indulto.